# Verwaltungsgemeinschaft Höchstädt an der Donau
Die Verwaltungsgemeinschaft Höchstädt a.d.Donau (amtlicher Name) liegt im schwäbischen Landkreis Dillingen an der Donau und wird von folgenden Gemeinden gebildet:
1. Blindheim, 1788 Einwohner, 26,40 km²
2. Höchstädt a.d.Donau, Stadt, 6958 Einwohner, 37,45 km²
3. Lutzingen, 953 Einwohner, 24,97 km²
4. Finningen, 1846 Einwohner, 27,82 km²
5. Schwenningen, 1431 Einwohner, 25,05 km²

Sitz der Verwaltungsgemeinschaft ist Höchstädt an der Donau.